# DART
A Dublin Area Rapid Transit, rövidítve DART az Írország-beli Dublin előváros vasúthálózata. A vonalak többnyire a Dublin-öböl partján haladnak, a Wicklow megyei Greystonestól Dublin belvárosán át a Dublin megyei Malahide-ig, illetve Howthig. A vonalat 1500 voltos egyenárammal és felsővezetékkel villamosították, és az összes írországi vasútvonalhoz hasonlóan széles nyomtávú. A teljes hossza 53 km, melyen 31 állomás található.

## Története
Megalkotásakor, 1984-ben a DART a Howth félszigetről indulva Dublin belvárosán át a délen található elővárosig Bray-g közlekedett. 15 évvel később a vonalat meghosszabbították egy állomással tovább délre Greystonesig, illetve a Dublin-Belfast fővonal, és a howthi szárvonal elágazásánál található Howth Junction & Donaghmede állomástól további két állomással tovább észak felé Malahide-ig. A vasútvonal amin a DART közlekedik korábban is létezett, azonban előtte nem volt villamosítva, illetve jóval kevesebb vonat közlekedett rajta.  Vasúttörténeti érdekesség, hogy a Pearse pályaudvar és Dun Laoghaire közötti szakasz Írország első vasútvonala, melyet 1834-ben nyitottak meg.

## Működése
Csúcsidőben 6 illetve 8 kocsiból álló szerelvények közlekednek a vonalon, míg csúcsidőn kívül 4 kocsis szerelvényekkel találkozhatunk. A szerelvények 15 percenként követik egymást csúcsidőben, és a hálózatot 80  000 ember használja naponta. A vonatok előre váltott menetjeggyel vehetőek igénybe, melyeket belépéskor automatikus kapuk ellenőriznek. Hétköznaponta és szombaton a szerelvények 5:40 és 00:25 között közlekednek, míg vasárnap 8:53 és 0:19 között. Karácsony napján és karácsony másnapja a vonatok egyáltalán nem közlekednek.

## Konkurencia
Az ír vasúttársaság monopol helyzetben van a vasúti személyszállítás terén, azonban az állami tulajdonú Dublin Bus rengeteg olyan vonallal rendelkezik ami a DART-al párhuzamos. Ugyanakkor egyik buszjárat sem fedi le a vasútvonal teljes hosszát. Ahogy az az országra jellemző, a busz és a vasút közlekedés között minimális az integráció, és az kimerül pár ráhordó buszjárattal, melyek a nagyobb pályaudvarok között közlekednek.

## Jövője
Az ír kormány a legutolsó Nemzeti Fejlesztési Tervben egy hatalmas projektben közel duplájára kívánja növelni a DART hosszát, illetve két külön vonalra bontaná azt. A terv legnagyobb beruházása egy alagút lenne mely a jelenleg is üzemelő Docklands állomás és a Heuston pályaudvar között húzódni. Ezzel elérnék, hogy a vonal sokkal nagyobb tömegeket szolgáljon ki. A gazdasági válság eredményeként, a projekt megvalósítása kétséges.

## Járművek
| Sorozat                     | Kép | Típus               | Legnagyobb sebesség | Legnagyobb sebesség | Darabszám | Útvonal                   | Gyártás éve |
| Sorozat                     | Kép | Típus               | km/h                | mph                 | Darabszám | Útvonal                   | Gyártás éve |
| --------------------------- | --- | ------------------- | ------------------- | ------------------- | --------- | ------------------------- | ----------- |
| 8100 sorozat                |     | villamos motorvonat | 100                 | 62                  | 38        | Greystones-Malahide/Howth | 1984        |
| 8200 sorozat (leselejtezve) |     | villamos motorvonat | 100                 | 62                  | 5         | Greystones-Malahide/Howth | 1999        |
| 8500 sorozat                |     | villamos motorvonat | 110                 | 68                  | 4         | Greystones-Malahide/Howth | 2000        |
| 8510 sorozat                |     | villamos motorvonat | 110                 | 68                  | 3         | Greystones-Malahide/Howth | 2002        |
| 8520 sorozat                |     | villamos motorvonat | 110                 | 68                  | 10        | Greystones-Malahide/Howth | 2004        |